# Bonneveau
Bonneveau ist eine französische Gemeinde mit 455 Einwohnern (Stand: 1. Januar 2022) im Département Loir-et-Cher in der Region Centre-Val de Loire. Sie gehört zum Kanton Le Perche im Arrondissement Vendôme. Die Einwohner werden Bonnevatiers genannt.

## Geographie
Die Gemeinde Bonneveau liegt an der Braye, die hier die Grenze zum Département Sarthe bildet, 30 Kilometer westlich von Vendôme und 60 Kilometer nordwestlich von Blois. Nachbargemeinden von Bonneveau sind Bessé-sur-Braye im Westen und Norden, La Chapelle-Huon im Norden und Nordosten, Cellé im Nordosten und Osten, Saint-Jacques-des-Guérets im Osten und Süden sowie Sougé im Südwesten.

## Bevölkerungsentwicklung
| Jahr      | 1962 | 1968 | 1975 | 1982 | 1990 | 1999 | 2006 | 2013 | 2022 |
| --------- | ---- | ---- | ---- | ---- | ---- | ---- | ---- | ---- | ---- |
| Einwohner | 391  | 387  | 352  | 486  | 519  | 466  | 500  | 490  | 455  |

## Sehenswürdigkeiten
- Kirche Saint-Jean-Baptiste, seit 1961/2008 Monument historique
- Burg Matval, seit 1971/2009 Monument historique

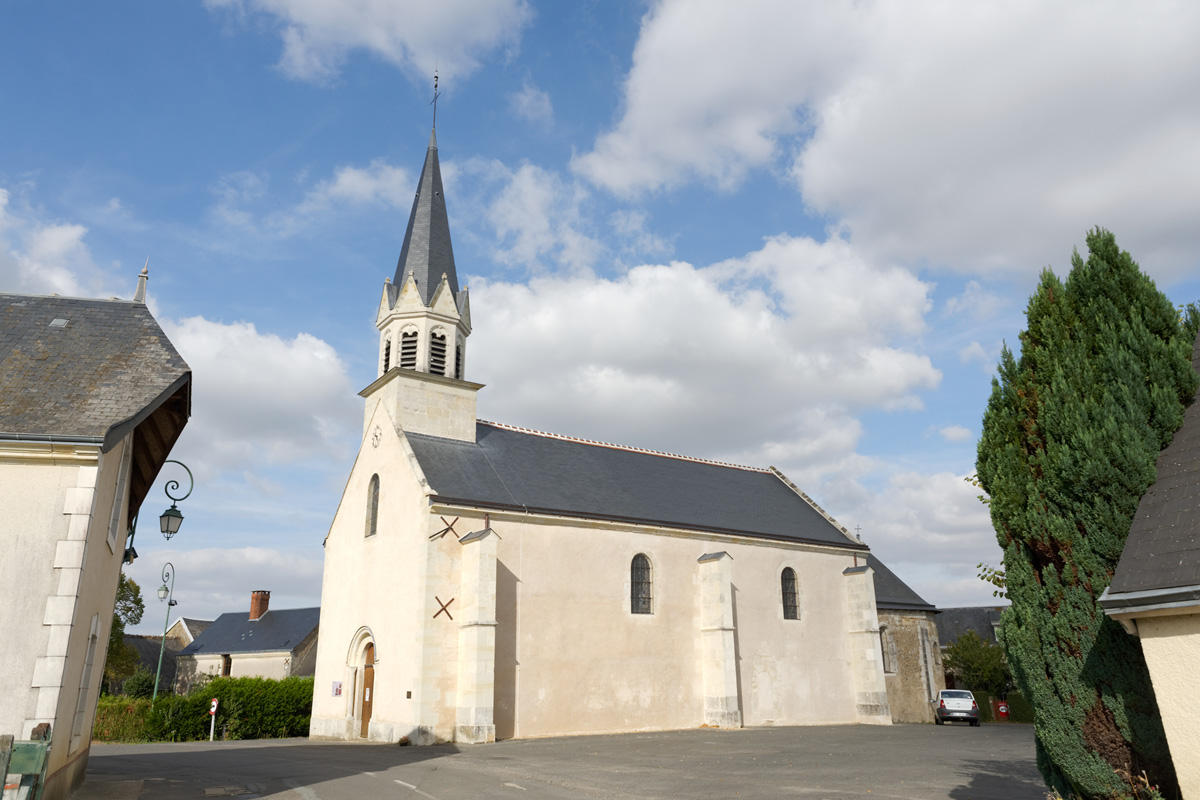
Kirche Saint-Jean-Baptiste
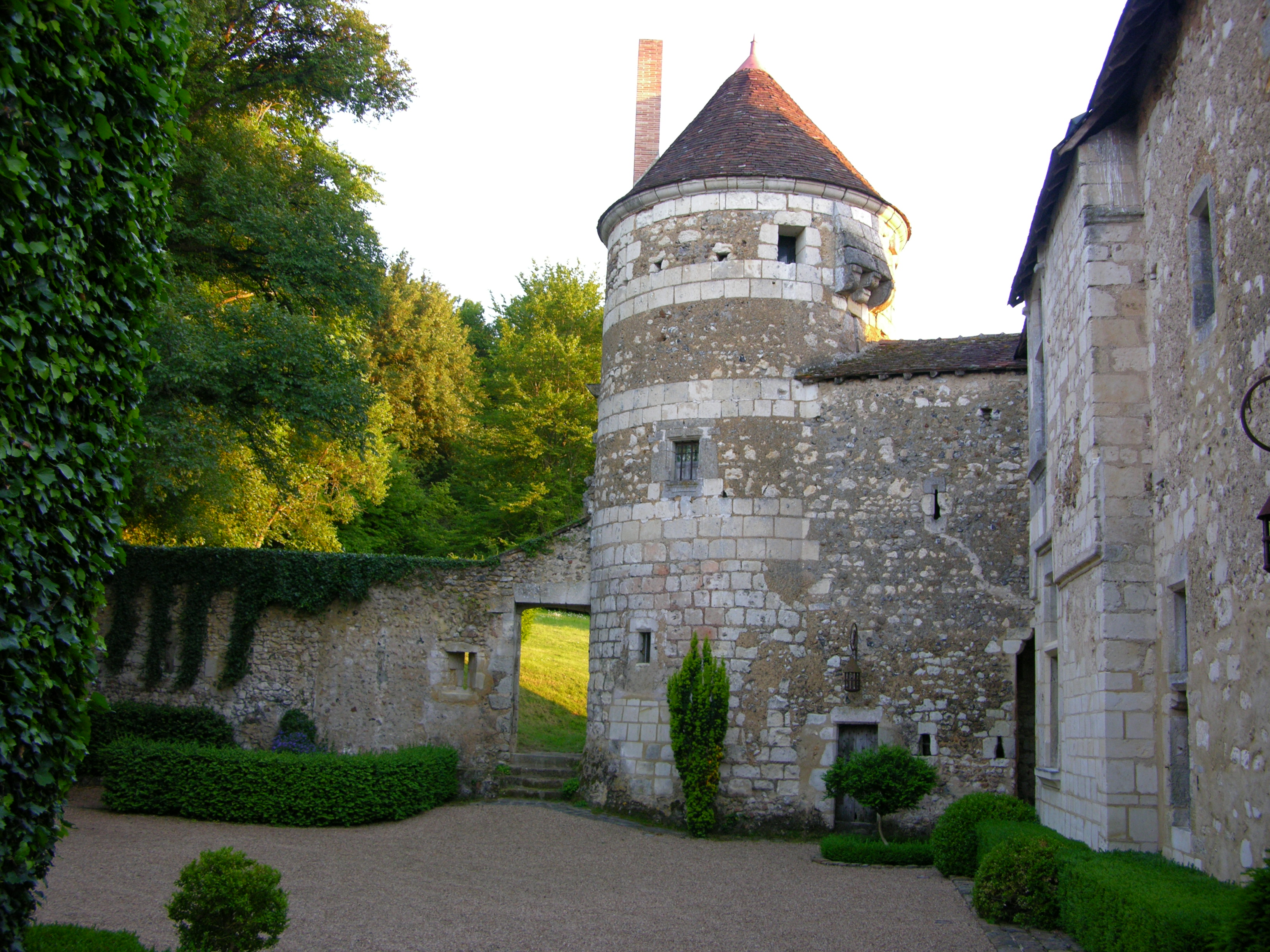
Burg Matval